# Албанска демохришћанска партија Косова
Албанска демохришћанска партија Косова (алб. Partia Shqiptare Demokristiane e Kosovës) је политичка странка у Републици Косово. Прихвата демохришћанске идеале, иако нису сви њени чланови хришћани, као што је случај у неким другим земљама.